# Islandia en los Juegos Paralímpicos
Islandia en los Juegos Paralímpicos está representada por la Asociación de Deportes para Personas con Discapacidad de Islandia, miembro del Comité Paralímpico Internacional.
Ha participado en doce ediciones de los Juegos Paralímpicos de Verano, su primera presencia tuvo lugar en Arnhem 1980. El país ha obtenido un total de 63 medallas en las ediciones de verano: 15 de oro, 13 de plata y 35 de bronce.
En los Juegos Paralímpicos de Invierno ha participado en cinco ediciones, siendo Lillehammer 1994 su primera aparición en estos Juegos. El país no ha conseguido ninguna medalla en las ediciones de invierno.

## Medallero

### Por edición
| Evento                                | Oro | Plata | Bronce | Total |
| ------------------------------------- | --- | ----- | ------ | ----- |
| Arnhem 1980                           | 1   | 0     | 1      | 2     |
| Nueva York 1984 Stoke Mandeville 1984 | 0   | 2     | 8      | 10    |
| Seúl 1988                             | 2   | 2     | 7      | 11    |
| Barcelona 1992                        | 3   | 2     | 12     | 17    |
| Atlanta 1996                          | 5   | 4     | 5      | 14    |
| Sídney 2000                           | 2   | 0     | 2      | 4     |
| Atenas 2004                           | 1   | 3     | 0      | 4     |
| Pekín 2008                            | 0   | 0     | 0      | 0     |
| Londres 2012                          | 1   | 0     | 0      | 1     |
| Río de Janeiro 2016                   | 0   | 0     | 0      | 0     |
| Tokio 2020                            | 0   | 0     | 0      | 0     |
| París 2024                            | 0   | 0     | 0      | 0     |
| TOTAL                                 | 15  | 13    | 35     | 63    |

| Evento           | Oro | Plata | Bronce | Total |
| ---------------- | --- | ----- | ------ | ----- |
| Lillehammer 1994 | 0   | 0     | 0      | 0     |
| 1998 – 2006      | –   | –     | –      | –     |
| Vancouver 2010   | 0   | 0     | 0      | 0     |
| Sochi 2014       | 0   | 0     | 0      | 0     |
| Pyeongchang 2018 | 0   | 0     | 0      | 0     |
| Pekín 2022       | 0   | 0     | 0      | 0     |
| TOTAL            | 0   | 0     | 0      | 0     |

### Por deporte
Deportes de verano
| Evento        | Oro | Plata | Bronce | Total |
| ------------- | --- | ----- | ------ | ----- |
| Atletismo     | 1   | 5     | 6      | 12    |
| Halterofilia  | 0   | 0     | 1      | 1     |
| Natación      | 14  | 8     | 27     | 49    |
| Tenis de mesa | 0   | 0     | 1      | 1     |
| TOTAL         | 15  | 13    | 35     | 63    |